# Marzio Strassoldo
Marzio Strassoldo di Graffembergo (Gorizia, 23 dicembre 1939 – Strassoldo, 5 gennaio 2017) è stato un politico ed economista italiano, presidente della provincia di Udine, rettore dell'Università di Udine.

## Biografia
Discendente della famiglia Strassoldo, di antica origine francone, nasce da Carlo, ufficiale della Marina militare italiana, e da Marianna Oltay, contessa ungherese; aveva un fratello, Raimondo, docente di sociologia presso l'Università di Udine.
Marzio Strassoldo si laurea in economia e commercio, svolge attività di ricerca presso l'Istituto di Statistica dell'Università di Trieste e nel 1987 è chiamato a coprire la cattedra di Contabilità economica nazionale nella nuova facoltà di Scienze economiche e bancarie dell'Università di Udine. È stato eletto rettore dell'Università di Udine nel 1992 ed è stato successivamente riconfermato nel 1995 e nel 1998. Nel 2001, non rieleggibile dopo il terzo mandato, ha lasciato il vertice dell'Ateneo friulano.
È stato eletto Presidente della Provincia di Udine nel 2001 e riconfermato nel 2006 (elezioni del 28 maggio 28 e 29 maggio), raccogliendo il 57,8% dei voti in rappresentanza di una coalizione di centrodestra.
È stato sostenuto, in consiglio provinciale, da una maggioranza costituita da Forza Italia, Lega Nord, Alleanza Nazionale, UDC, Nuovo PSI, PRI, Movimento Friuli e Radicali per la libertà.
Il mandato amministrativo sarebbe scaduto nel 2011, ma il 27 settembre 2007 un'inchiesta giornalistica del Messaggero Veneto - Giornale del Friuli rivela una ipotesi di voto di scambio tra Strassoldo e Italo Tavoschi. Tavoschi avrebbe portato 420 voti in cambio di un posto di lavoro come dirigente alla Provincia di Udine. Quest'ultimo, esibendo un patto firmato da entrambe le parti, denuncia Strassoldo per non aver rispettato l'accordo.
A seguito dello scandalo, Strassoldo annuncia le sue dimissioni ma poi decide di ritirarle. Il 7 dicembre 2007 viene approvata la mozione di sfiducia nei confronti del presidente della provincia, che pone fine al suo mandato.
Ad aprile del 2014 Marzio Strassoldo è stato condannato dalla Corte dei Conti per l'affidamento di un incarico dirigenziale extra dotazione organica, a tempo determinato, all'avvocato Marco Zucchi, da parte della Provincia di Udine. La condanna è stata confermata da ultimo con sentenza della Corte di Cassazione.
Muore il 5 gennaio 2017 all'età di 77 anni dopo una lunga malattia.
Nel 2018 l'Università di Udine gli dedica una collettanea di studi.
Nel 2019 gli viene intitolata l'aula 3 della sede Tomadini grandi aule di via Tomadini 30, presso l'Università di Udine.